# Алтан (Казань)
Алтан — посёлок (жилой массив) с малоэтажной застройкой в составе Казани.

## Территориальное расположение, границы

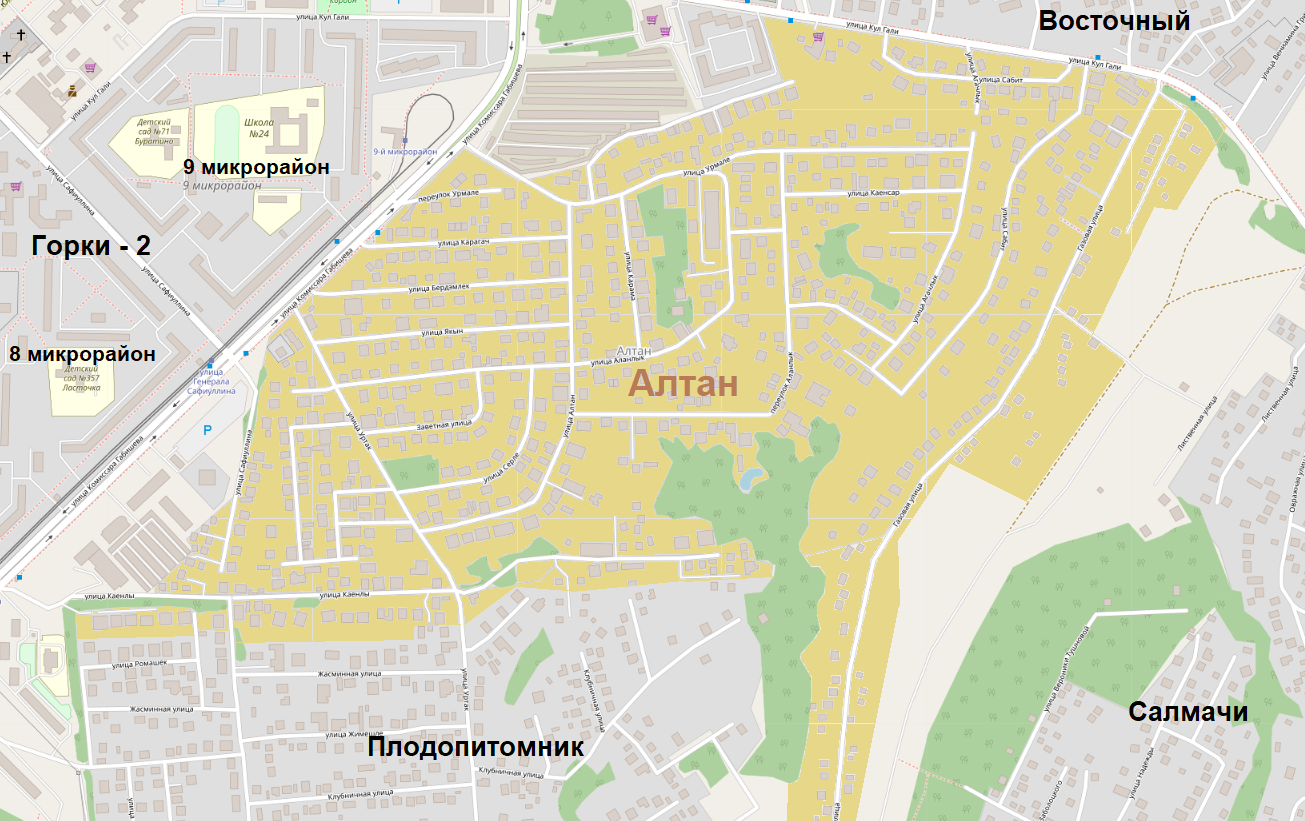
Карта посёлка Алтан

Посёлок Алтан находится в юго-восточной части Казани, на территории Приволжского района, рядом с крупным жилым районом Горки.
Северная граница посёлка проходит по улице Алтан, отделяющей поселковую застройку от территории гаражно-строительного комплекса «Автолюбитель—2» и многоэтажного жилого комплекса «Изумрудный Город—2», а затем вдоль проезжей части улицы Кул Гали. С востока (юго-востока) поселковая территория ограничена линией прохождения технического коридора трёх магистральных трубопроводов: газопровода высокого давления Миннибаево — Казань, этанопровода Миннибаево — Казань и этиленопровода Нижнекамск — Казань; с противоположной стороны технического коридора расположен посёлок Салмачи. Южная граница Алтана проходит вдоль малоэтажных домовладений посёлка Плодопитомник. С запада (северо-запада) территория Алтана ограничена проезжей частью улицы Комиссара Габишева, а также зоной высотной жилой застройки, имеющей чётную адресацию по этой улице. 
В целом территория Алтана имеет компактную конфигурацию, за исключением протяжённого «аппендикса» с домовладениями по улице Газовой, который на 700 метров вытянулся на юг от основной части посёлка.   

## Название
Название посёлка (жилого массива) Алтан в переводе с татарского означает «алая заря»: Ал (алый) + тан (рассвет, заря). Данное название не случайно, учитывая местоположение посёлка по отношению к основной территории Казани — это восточная (юго-восточная) часть города, со стороны которой восходит солнце и появляется утренняя заря. Также Алтан — это имя у татар и некоторых других тюркских народов .  

## История
В советский период на территории нынешнего посёлка Алтан находились сельскохозяйственные угодья совхоза «Казанский» (с 1990-х годов — агрофирма «Салмачи»).  
В 1998 году эти земли были выделены из территории Салмачинского местного самоуправления Пестречинского района и переданы в состав Казани, став частью Приволжского района города. Примерно в это же время здесь началась малоэтажная коттеджная застройка, территория которой получила название Индивидуальный жилой сектор (ИЖС) «Алтан» (позже — жилой массив Алтан).
Впрочем, несмотря на то, что территория посёлка изначально предназначалась под коттеджную застройку, со временем в его северной части появились многоквартирные дома средней этажности: в три — четыре этажа (ул. Алтан, 66, 68, 70, 72, 74, 76, 78) и даже в пять этажей (ул. Аланлык, 47). Есть в Алтане также и таунхаусы. 

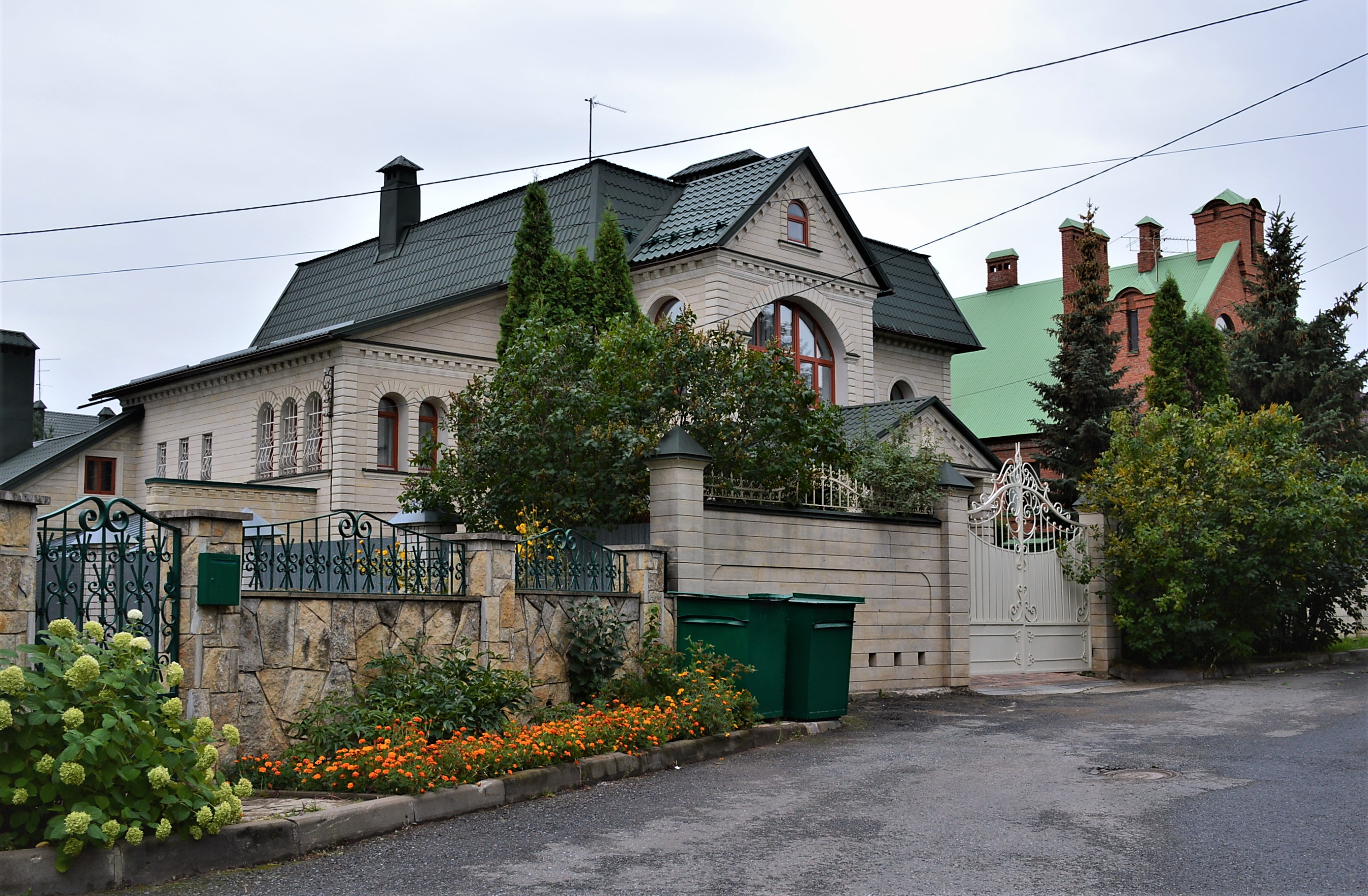
Жилой дом: ул. Заветная, 20
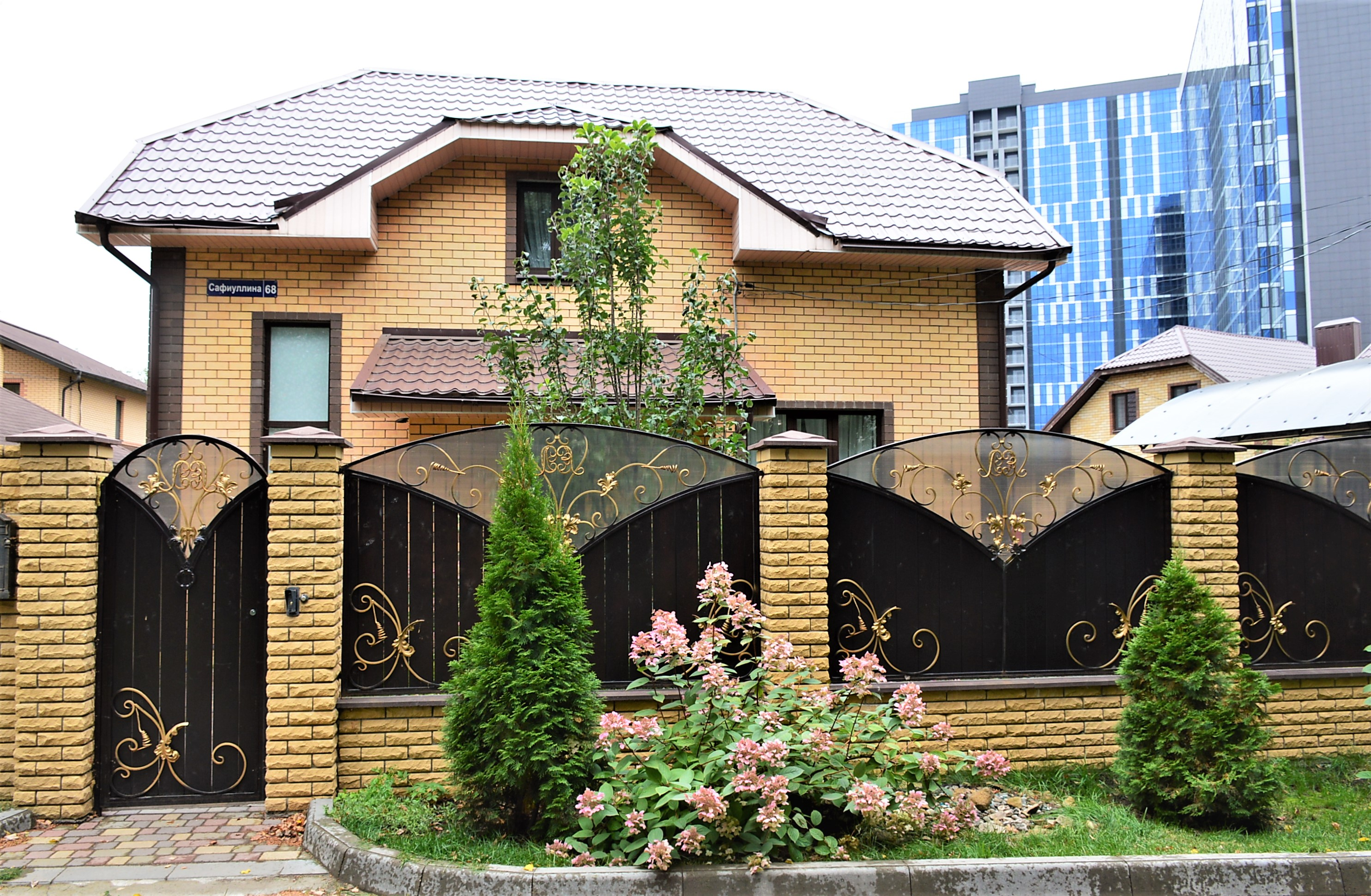
Жилой дом: ул. Сафиуллина, 68
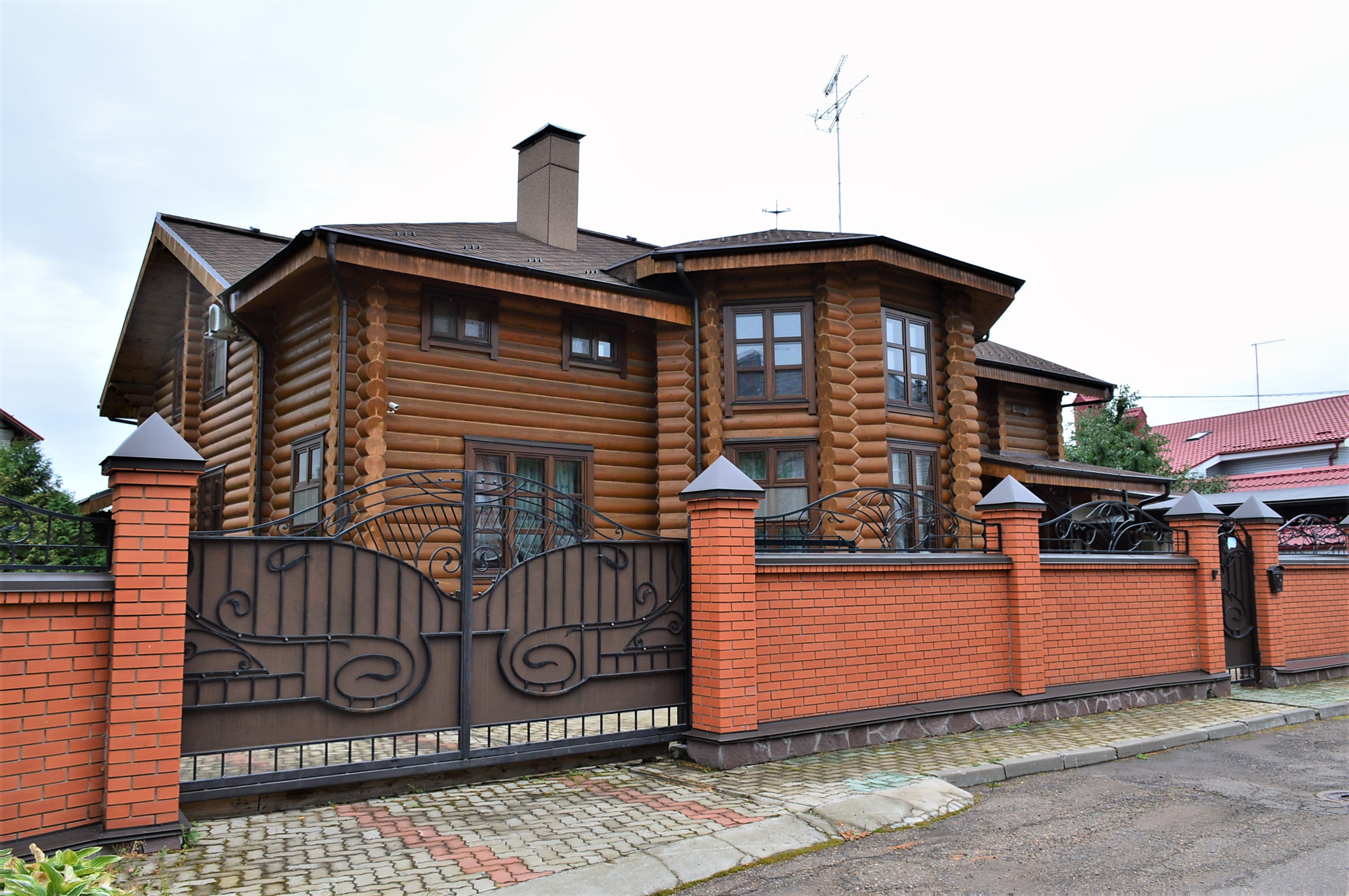
Жилой дом: ул. Серле, 26
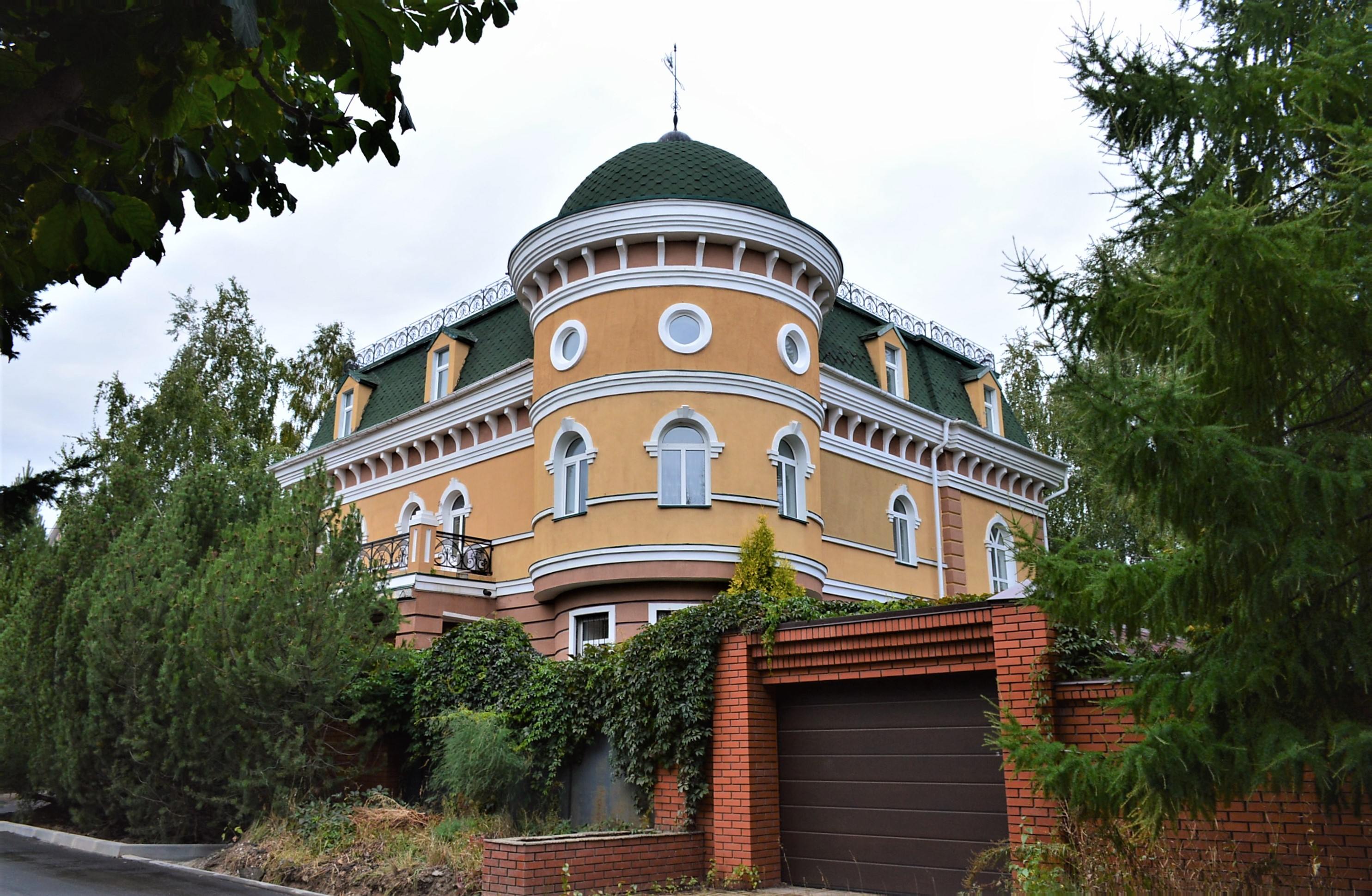
Жилой дом: ул. Якын, 21
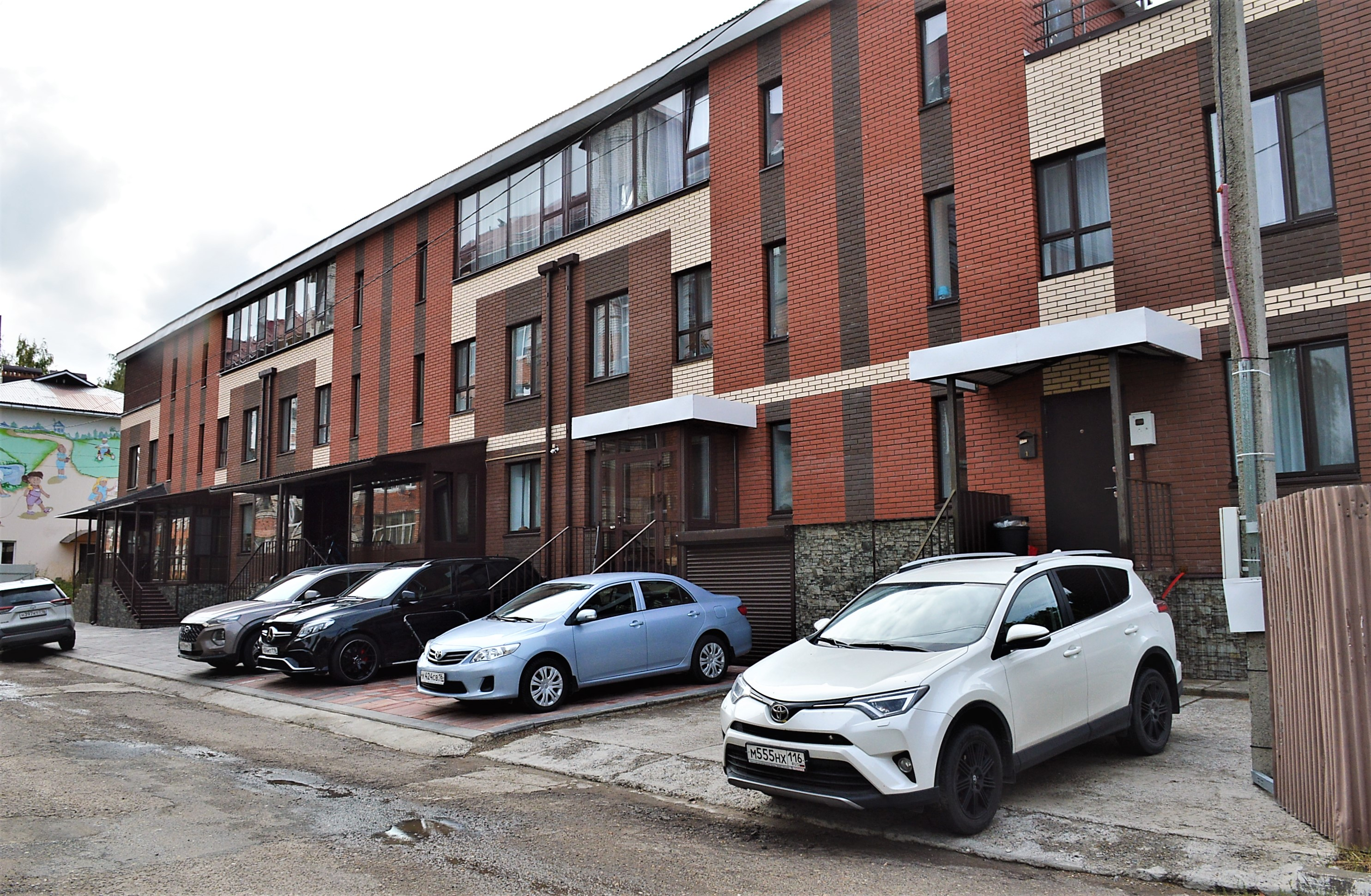
Таунхаус на улице Аланлык

## Уличная сеть
В посёлке (жилом массиве) Алтан находятся дома с адресацией по 20 улицам, три из которых являются переулками. 
Из всех улиц посёлка самой протяжённой является улица Газовая (1,69 км). Впрочем, на территорию Алтана из соседнего жилого района Горки заходит улица Сафиуллина, имеющая общую длину 1787 м, но её протяжённость в самом посёлке значительно короче. Самыми короткими улицами Алтана являются переулки Заветный (53 м) и Урмале (62 м), а также улица Данлы (64 м).
Почти все улицы посёлка Алтан получили свои названия в 1999—2000 годах. 
| Список улиц посёлка Алтан | Список улиц посёлка Алтан | Список улиц посёлка Алтан | Список улиц посёлка Алтан                                                  | Список улиц посёлка Алтан |
| Название улицы            | Фотоизображение           | Вариант адресной таблички | Документ, которым утверждено название                                      | Длина (в метрах)          |
| ------------------------- | ------------------------- | ------------------------- | -------------------------------------------------------------------------- | ------------------------- |
| Агачлык улица             |                           |                           | Постановление Главы администрации г. Казани от 14 августа 2000 года № 1667 | 653                       |
| Аланлык переулок          |                           |                           | Постановление Главы администрации г. Казани от 14 августа 2000 года № 1667 | 781                       |
| Аланлык улица             |                           |                           | Постановление Главы администрации г. Казани от 6 сентября 1999 года № 1806 | 1019                      |
| Алтан улица               |                           |                           | Постановление Главы администрации г. Казани от 6 сентября 1999 года № 1806 | 1344                      |
| Бердэмлек улица           |                           |                           | Постановление Главы администрации г. Казани от 14 августа 2000 года № 1667 | 446                       |
| Газовая улица             |                           |                           | Решение Казанской городской думы от 17 мая 2007 года № 20-17               | 1690                      |
| Данлы улица               |                           |                           | Постановление Главы администрации г. Казани от 6 сентября 1999 года № 1806 | 64                        |
| Заветный переулок         |                           |                           | Постановление Главы администрации г. Казани от 6 сентября 1999 года № 1806 | 53                        |
| Заветная улица            |                           |                           | Постановление Главы администрации г. Казани от 6 сентября 1999 года № 1806 | 374                       |
| Каенлы улица              |                           |                           | Постановление Главы администрации г. Казани от 6 сентября 1999 года № 1806 | 1232                      |
| Каенсар улица             |                           |                           | Постановление Главы администрации г. Казани от 14 августа 2000 года № 1667 | 302                       |
| Карагач улица             |                           |                           | Постановление Главы администрации г. Казани от 14 августа 2000 года № 1667 | 360                       |
| Карама улица              |                           |                           | Постановление Главы администрации г. Казани от 14 августа 2000 года № 1667 | 274                       |
| Сабит улица               |                           |                           | Постановление Главы администрации г. Казани от 14 августа 2000 года № 1667 | 1160                      |
| Сафиуллина улица          |                           |                           | Постановление Совета Министров Татарской АССР от 5 ноября 1974 года № 47   | 1787                      |
| Серле улица               |                           |                           | Постановление Главы администрации г. Казани от 6 сентября 1999 года № 1806 | 449                       |
| Урмале переулок           |                           |                           | Постановление Главы администрации г. Казани от 14 августа 2000 года № 1667 | 62                        |
| Урмале улица              |                           |                           | Постановление Главы администрации г. Казани от 14 августа 2000 года № 1667 | 903                       |
| Уртак улица               |                           |                           | Постановление Главы администрации г. Казани от 14 августа 2000 года № 1667 | 963                       |
| Якын улица                |                           |                           | Постановление Главы администрации г. Казани от 14 августа 2000 года № 1667 | 439                       |

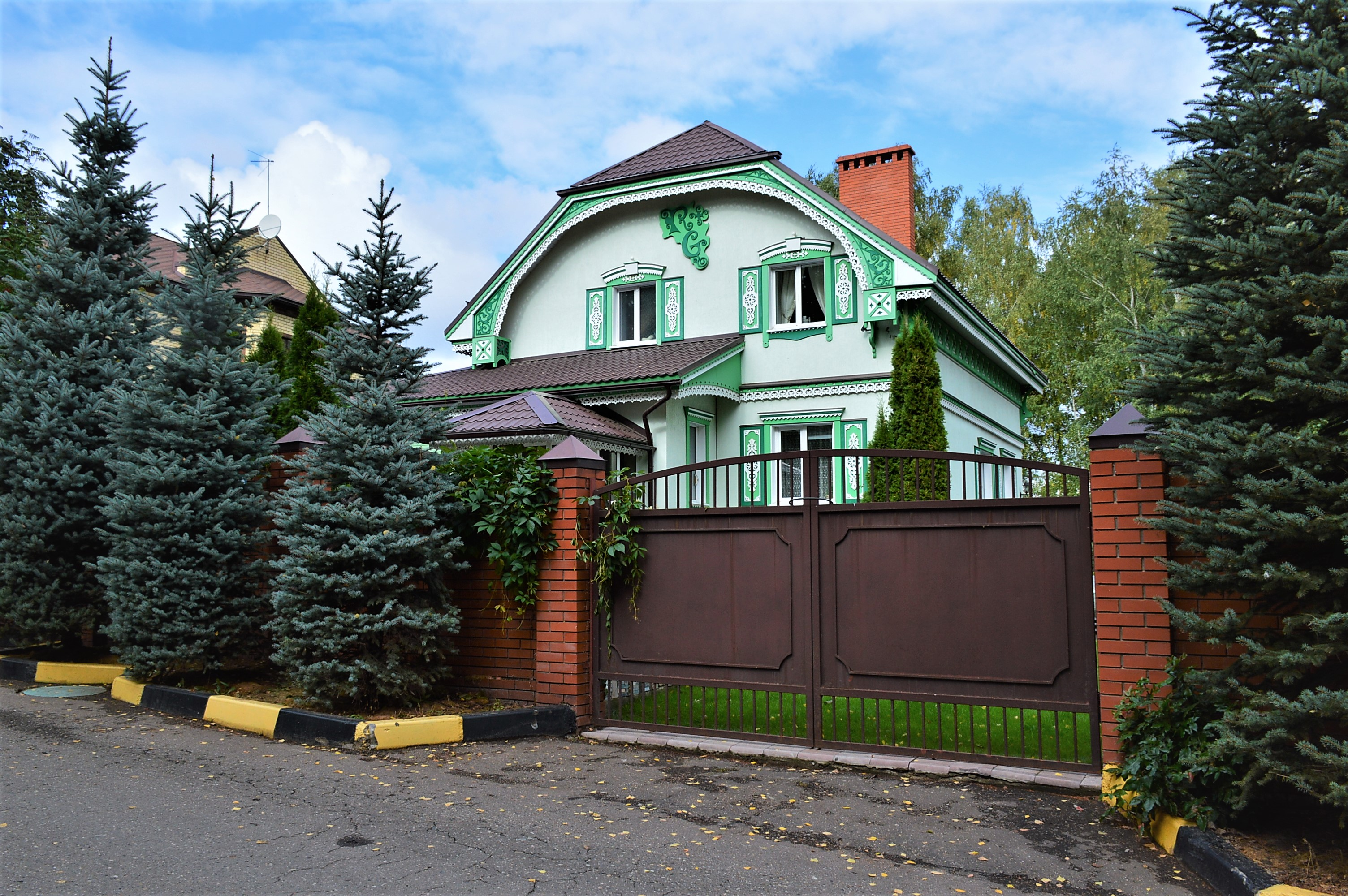
Жилой дом: ул. Агачлык, 20
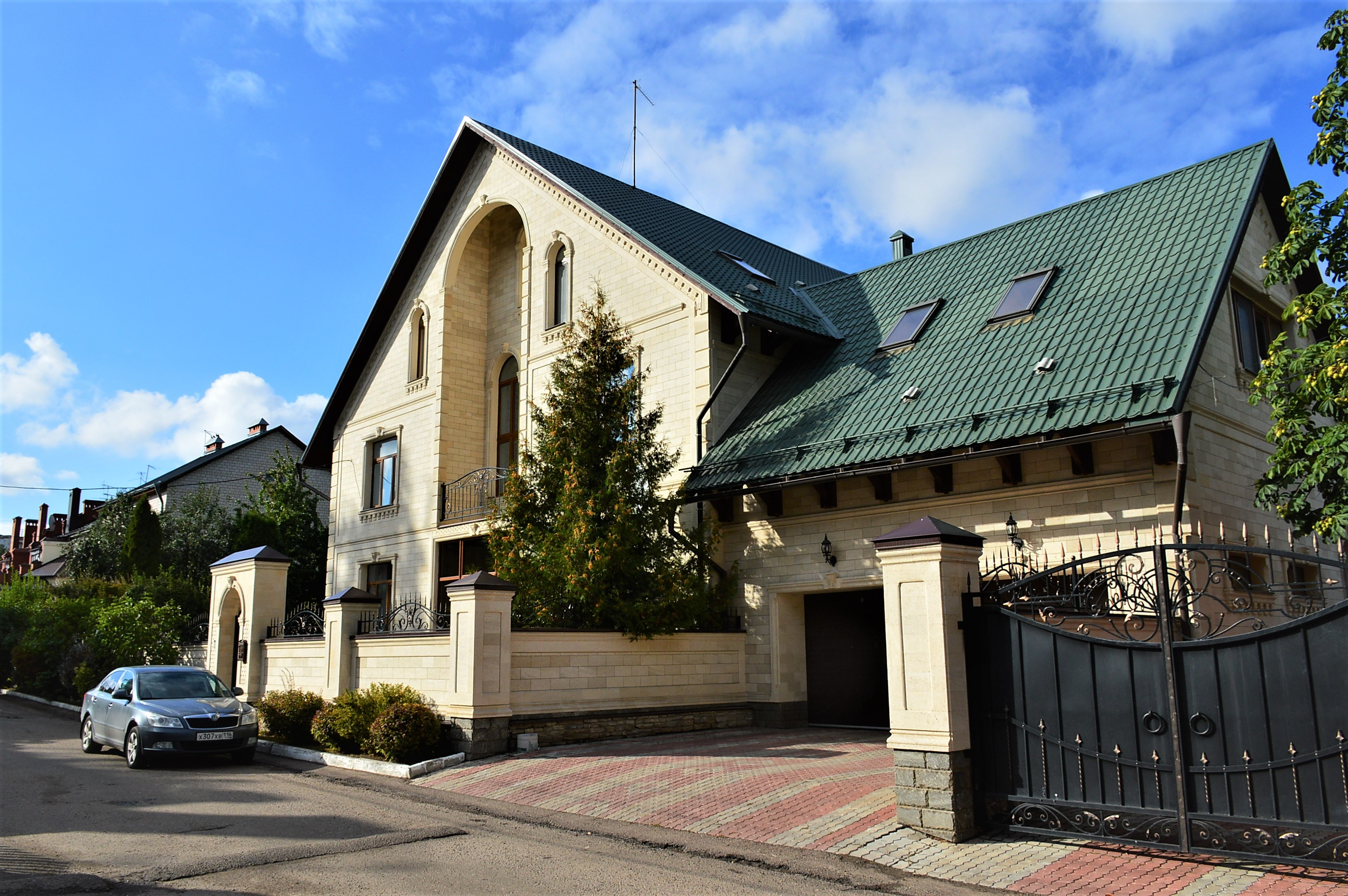
Жилой дом: ул. Карагач, 9
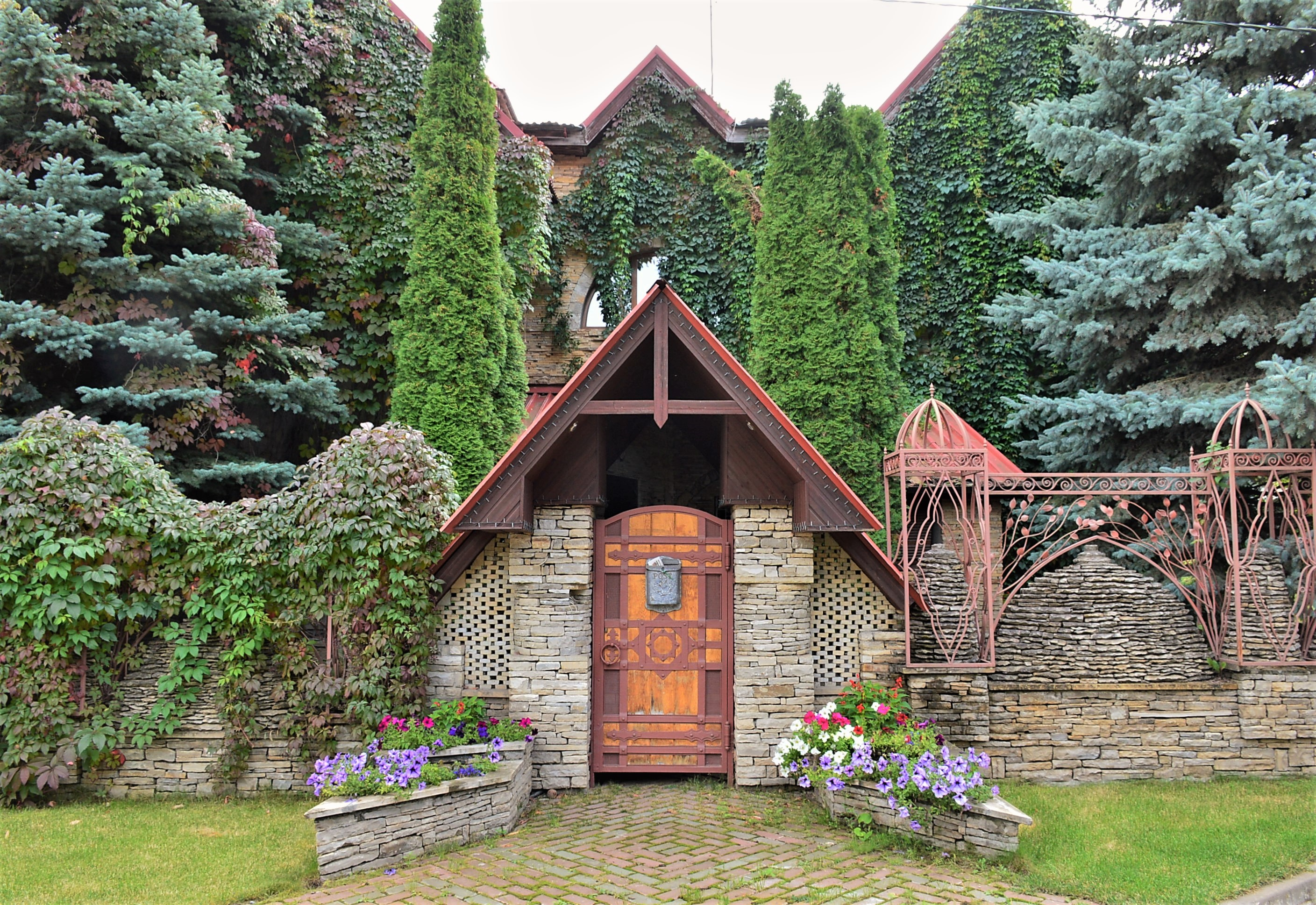
Жилой дом: ул. Сабит, 14
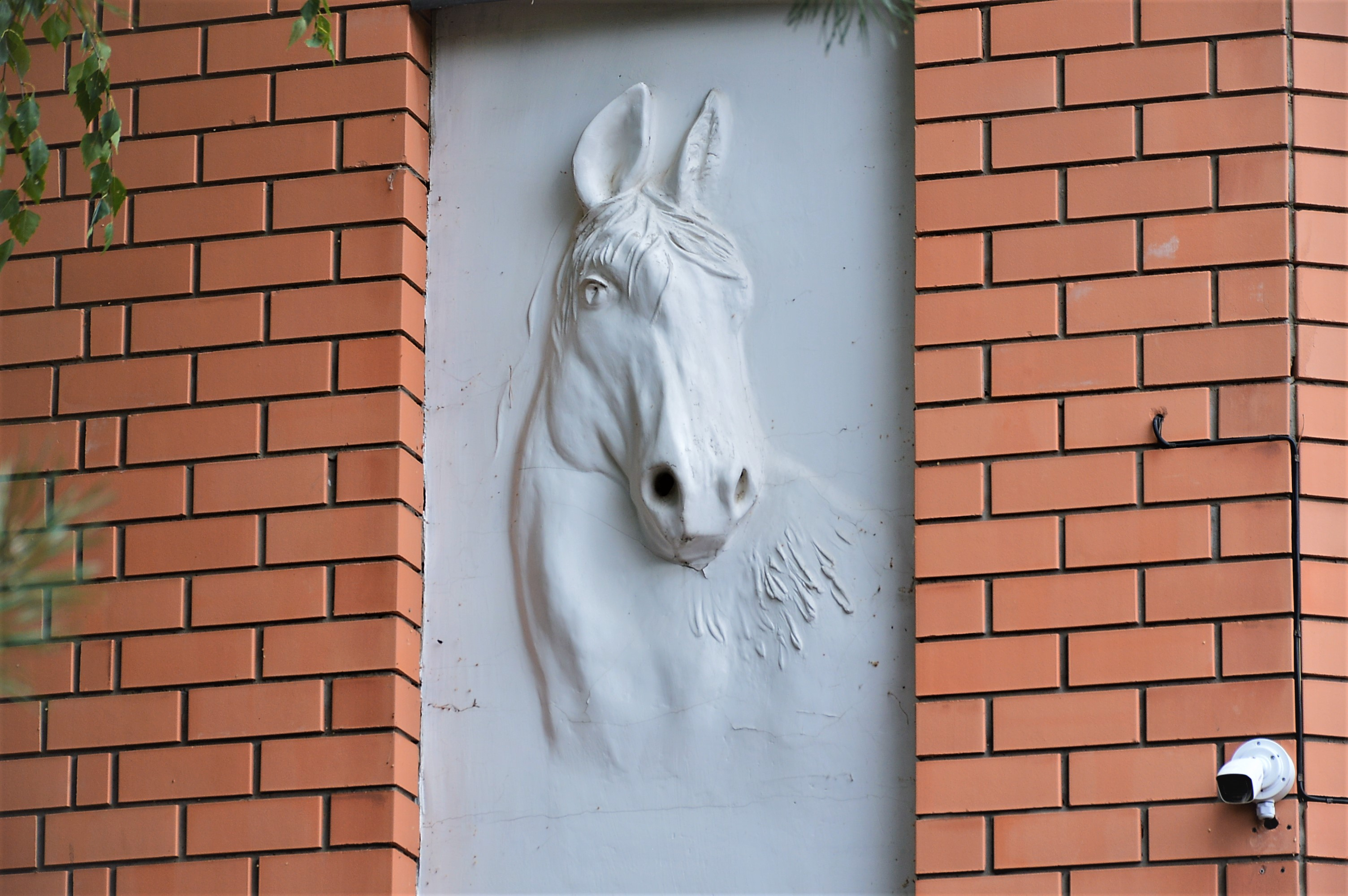
Барельеф на фасаде дома: ул. Аланлык, 15
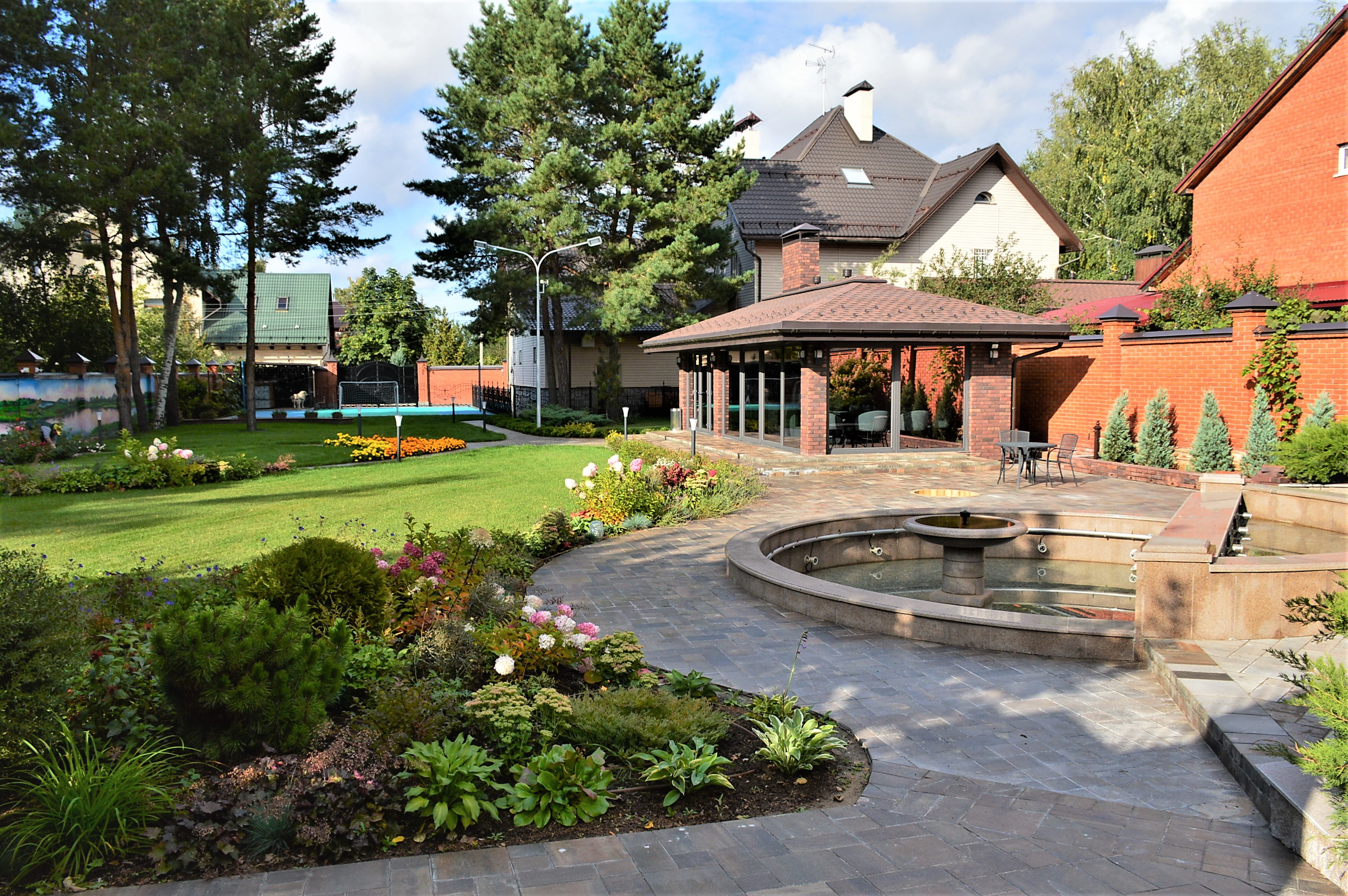
Двор одного из домовладений по улице Бердэмлек